# João Gabriel (judoka)
João Gabriel Schlittler (ur. 10 lutego 1985) – brazylijski judoka. Olimpijczyk z Pekinu 2008, gdzie zajął siódme miejsce w wadze ciężkiej.
Brązowy medalista mistrzostw świata w 2007; uczestnik zawodów w 2005, a także zdobył srebrny medal w drużynie w 2007. Startował w Pucharze Świata w latach 2006-2011 i 2014. Wicemistrz igrzysk panamerykańskich w 2007, mistrzostw panamerykańskich w 2009 i igrzysk wojskowych w 2007. Wygrał mistrzostwa Ameryki Południowej w 2011 roku. 

## Letnie Igrzyska Olimpijskie 2008
| Konkurencja | Eliminacje              | Eliminacje           | Eliminacje            | Repasaże              | Repasaże            | Klas. końcowa |
| Konkurencja | Przeciwnik I            | Przeciwnik II        | 1/4                   | Przeciwnik I          | Przeciwnik II       | Miejsce       |
| ----------- | ----------------------- | -------------------- | --------------------- | --------------------- | ------------------- | ------------- |
| +100 kg     | Jewhen Sotnikow (UKR) Z | Martin Padar (EST) Z | Óscar Brayson (CUB) P | Rudy Hachache (LIB) Z | Teddy Riner (FRA) P | 7.            |